# Zákupy (nádraží)
Zákupy jsou železniční stanice ležící na jihozápadním okraji stejnojmenného města v okrese Česká Lípa. Nachází se na jednokolejné železniční trati Liberec – Česká Lípa, od Liberce na kilometru 93,34., její nadmořská výška je 270 m. Od prosince 2018 ve stanici nezastavují žádné vlaky pravidelné osobní dopravy a od prosince 2021 není uváděna v jízdním řádu pro cestující.

## Historie
První zákupská železniční stanice se nazývala Reichstadt – Niemes (dnes se města jmenují Zákupy – Mimoň). Byla postavena v roce 1867 Rakouskou společností místních drah daleko od města na trati z Bakova nad Jizerou do České Lípy. Dnes se nazývá stanicí Srní u České Lípy. Od ní jezdívaly kočáry na zákupský zámek.
Až o 15 let později město Zákupy získalo své nádraží na trati z České Lípy do Mimoně. Trať byla společností Ústecko-teplická dráha později prodloužena do Liberce. Jednopatrová nádražní budova byla postavena v roce 1883, zároveň byly vybudovány dvě vlečky, první na Českolipskou stanici a druhá, již dávno zrušená do cukrovaru v Nových Zákupech.

## Současnost

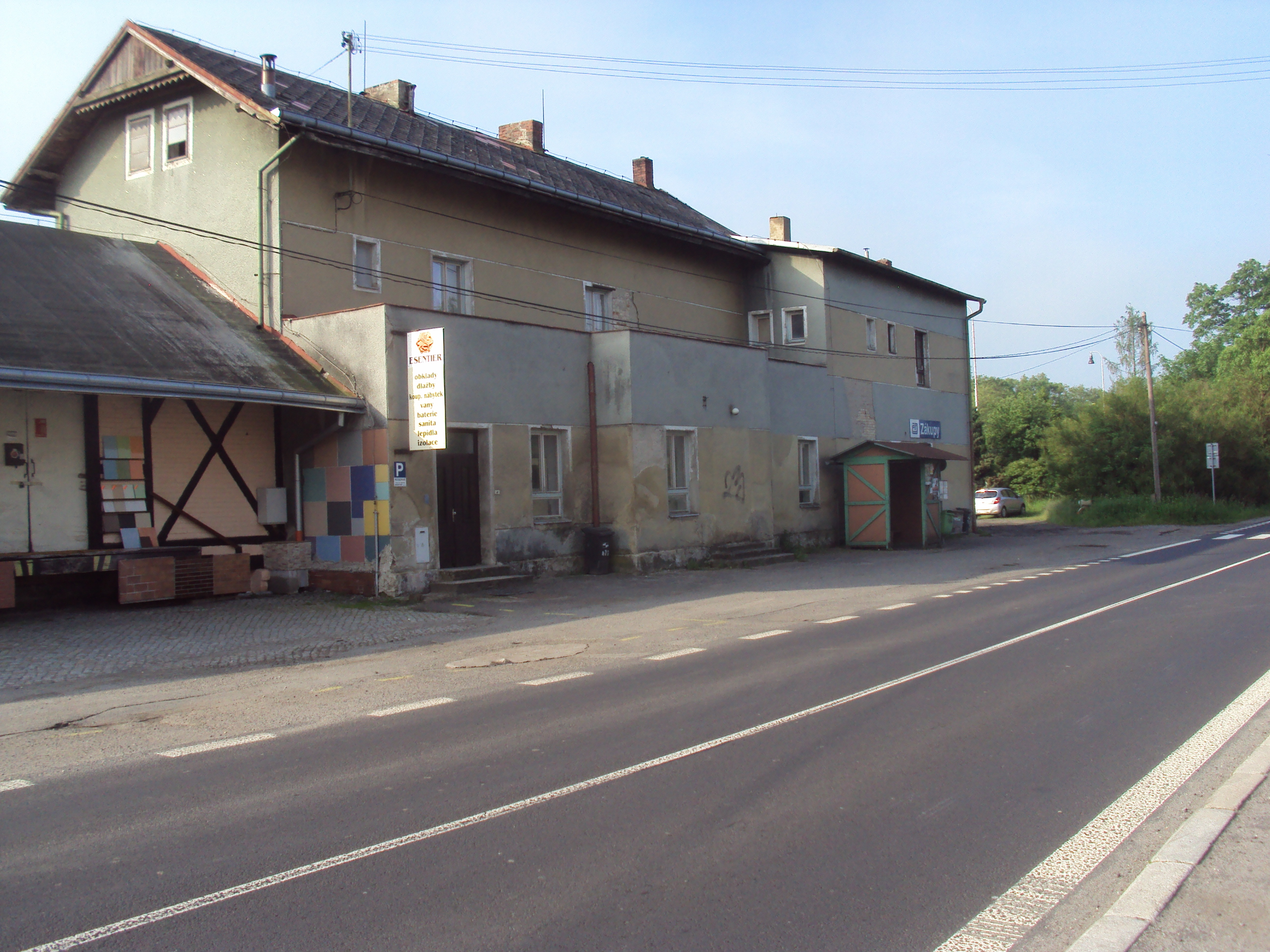
Nádražní budova od silnice

Dnes nádražní budova patří Správě železnic. Není zde pravidelná nakládka a vykládka, také roli přepravy cestujících ze Zákup převzala převážně přeprava autobusová a osobními auty. Nádraží v Nádražní ulici (zde frekventovaná silnice II/262) je od středu města a sídlišť vzdáleno 1–2,5 km, autobusy jsou pro obyvatele lépe dostupnější. Byl zde zrušen prodej jízdenek, zavřeny toalety, vstupní dveře od města, část prostor byla upravena na byt a další pronajata prodejně obkladů.
Do prosince 2018 zde zastavovaly osobní vlaky Česká Lípa – Liberec ve dvouhodinovém intervalu, od té doby zastavují pouze v zastávce Zákupy-Božíkov, která je blíže zastavěnému území města.